# Sacra Famiglia con palma
La Sacra Famiglia con palma è un dipinto a olio su tavola trasferita su tela (diam. 101,50 cm) di Raffaello Sanzio, databile al 1506 circa e conservato nella National Gallery of Scotland a Edimburgo.

## Storia
L'opera è forse la seconda delle due opere ricordate da Vasari che Raffaello dipinse a Firenze per Taddeo Taddei (l'altra è la Madonna del Belvedere). Le prime notizie sicure risalgono comunque al XVII secolo, quando è menzionata nelle raccolte della contessa Chiverni a Parigi. Passata nelle collezioni del Duca d'Orléans, nel 1792, quando aveva preso il nome di "Filippo Égalité", vennero vendute, finendo nella collezione Ellesmere a Londra e poi nella sede odierna dal 1945.
Venne restaurata in antico per coprire due profonde fenditure verticali.

## Descrizione e stile
La composizione della Sacra Famiglia venne calibrata con attenzione da Raffaello, con il fulcro rappresentato dalla palma, simbolo del martirio, che si trova, non a caso tra Gesù e Maria. La descrizione botanica dell'albero è di straordinaria correttezza, vista la rarità di tali piante nell'Italia dell'epoca.
La vivace interazione tra i personaggi, la descrizione delle erbette in primo piano e la prospettiva aerea del paesaggio rimandano all'esempio di Leonardo da Vinci, così vivo durante il soggiorno fiorentino del Sanzio. Il colore invece ha già le caratteristiche di densità e ricchezza tipica delle opere mature dell'artista.